# Jacques-René Saurel
Jacques-René Saurel est un réalisateur français.

## Filmographie

### Réalisateur
- 1972 : Le Train de vie (court métrage)
- 1977 : Julie était belle
- 1983 : Les Ingénieurs des études et techniques d'armement (court métrage)
- 1985 : Joy et Joan

### Ingénieur du son
- 1971 : Biribi de Daniel Moosmann

### Assistant réalisateur
- 1969 : Une fille nommée Amour de Sergio Gobbi
- 1970 : Le Temps des loups (Tempo di violenza) de Sergio Gobbi
- 1970 : Noële aux quatre vents d'Henri Colpi